# 克拉斯尼皮德
47°45′34″N 33°27′20″E / 47.75944°N 33.45556°E
克拉斯尼皮德（烏克蘭語：Красний Під），是烏克蘭中部的村莊，隸屬第聶伯羅彼得羅夫斯克州的克里維里赫區。該村分別距離克里亞若韋1.5公里、羅濟柳克謝姆布爾格和特魯多柳比夫卡2.5公里，海拔高度99米，2001年人口151。